# Lisa Goddard
Lisa Marie Goddard (Sacramento, 23 de septiembre de 1966-Mount Kisco, 13 de enero de 2022) fue una climatóloga estadounidense que fue directora del Instituto Internacional de Investigación para el Clima y la Sociedad (IRI). Se unió al instituto en 1995 y se desempeñó como directora del mismo de 2012 a 2020. Goddard también fue profesora asociada adjunta en la Universidad de Columbia.
Su investigación se centró en la metodología de pronóstico, el pronóstico y la verificación del clima estacional, proyecciones del cambio climático y especialmente en la interpretación de los modelos climáticos y observaciones disponibles. Participó en actividades del Programa Mundial de Investigación del Clima y se desempeñó como copresidenta de CLIVAR, uno de los proyectos de ese programa, de 2013 a 2015.

## Biografía
Lisa Goddard se graduó en 1988 en la Universidad de California en Berkeley, con una licenciatura en física. Obtuvo un doctorado en ciencias atmosféricas y oceánicas en Princeton en 1995 bajo la dirección de George Philander. Se unió al IRI como becaria postdoctoral inmediatamente después haber finalizado su doctorado y pasó toda su carrera allí, ascendiendo finalmente a directora del instituto, cargo que mantuvo de 2012 a 2020.
Comenzó su carrera en un momento en el que apenas empezaba a entenderse la importancia de El Niño-Oscilación del Sur en los patrones climáticos estacionales. El enfoque de su investigación se convertiría en el pronóstico del tiempo en escalas desde estacionales hasta decenales. Ella trató de brindar a las personas información a corto plazo sobre peligros climáticos tales como las sequías, las olas de calor o las inundaciones. Durante el transcurso de su carrera colaboró con gobiernos y organizaciones sin fines de lucro de docenas de países en proporcionar pronósticos útiles a corto plazo para la agricultura, la salud pública, la planificación de emergencias y la producción de energía.
En el año 2007 desarrolló el programa PACE (sigla en inglés para Postdocs Applying Climate Expertise), dependiente de la Corporación Universitaria de Investigación Atmosférica de Estados Unidos (UCAR), buscando vincular a personas recientemente doctoradas y expertas en climatología con instituciones tomadoras de decisiones.
Goddard ocupó varios puestos influyentes durante toda su carrera. De 2013 a 2015 copresidió el proyecto CLIVAR, perteneciente al Programa Mundial de Investigaciones Climáticas. De 2009 a 2017 fue miembro de la Junta de Ciencias Atmosféricas y Clima de la Academia Nacional de Ciencias de EE.UU.
Goddard murió de cáncer de mama en Mount Kisco, Nueva York, el 13 de enero de 2022, a la edad de 55 años.

## Publicaciones
Durante su carrera contribuyó en más de 100 artículos de investigación. Muchos de sus trabajos más destacados se relacionan con el uso de modelos meteorológicos para pronostico en escalas desde estacionales hasta decenales, que incluyen:
- Gerald A Meehl; Lisa Goddard; James Murphy; Ronald J Stouffer; George Boer et al. (October 2009). «Decadal prediction: Can it be skillful?». Bulletin of the American Meteorological Society 90 (10): 1467-1486. doi:10.1175/2009BAMS2778.1.
- Lisa Goddard; Simon J Mason; Stephen E Zebiak; Chester F Ropelewski; Reid Basher; Mark A Cane (August 2001). «Current approaches to seasonal to interannual climate predictions». International Journal of Climatology 21 (9): 1111-1152. Bibcode:2001IJCli..21.1111G. doi:10.1002/joc.636.
- Gerald A Meehl; Lisa Goddard; George Boer; Robert Burgman; Grant Branstator et al. (February 2014). «Decadal climate prediction: an update from the trenches». Bulletin of the American Meteorological Society 95 (2): 243. Bibcode:2014BAMS...95..243M. doi:10.1175/BAMS-D-12-00241.1.
- Lisa Goddard; A Kumar; A Solomon; D Smith; G Boer et al. (August 2012). «A verification framework for interannual-to-decadal predictions experiments». Climate Dynamics 40 (1–2): 245-272. doi:10.1007/s00382-012-1481-2.